# Frappeur (baseball)
Pour les articles homonymes, voir Frappeur.

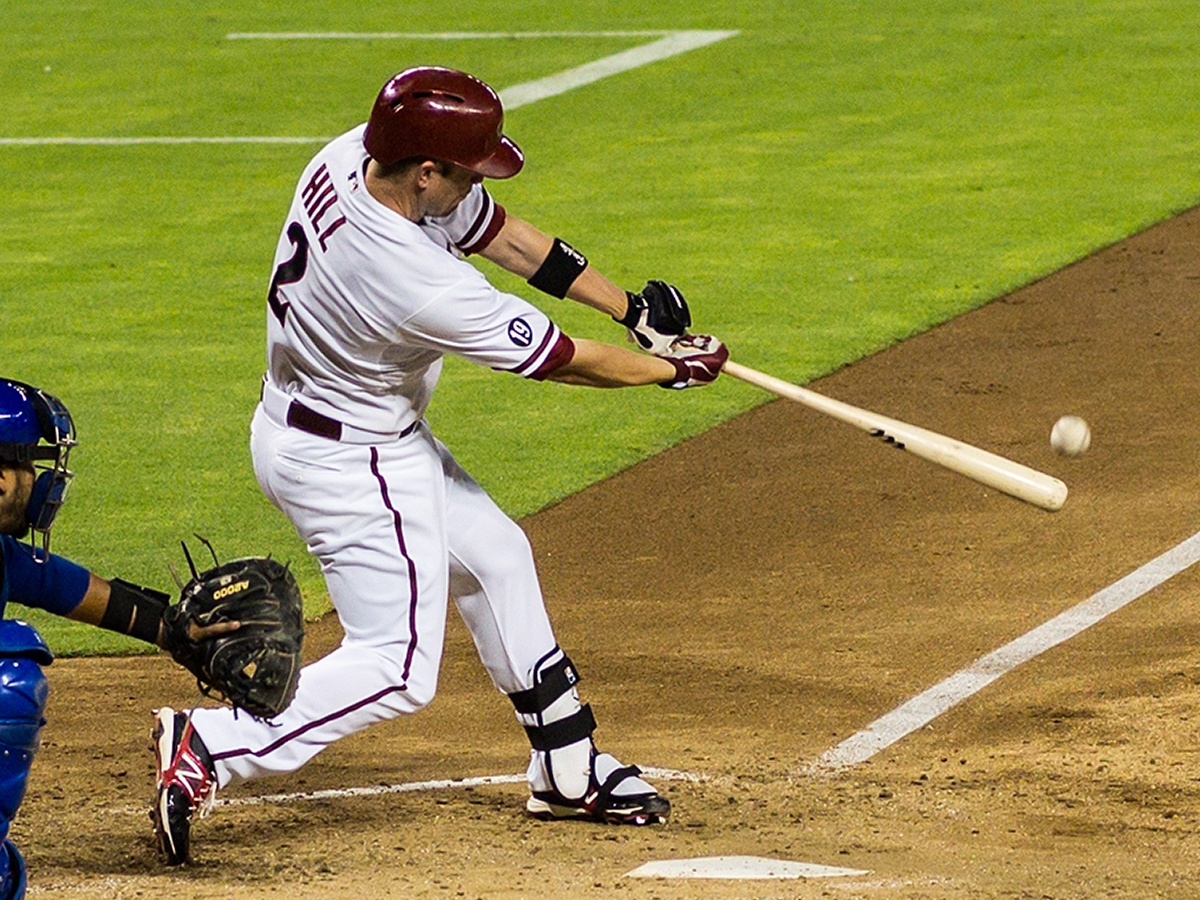
Un frappeur, Aaron Hill.

Au baseball, un frappeur ou batteur est un joueur dont le rôle est de frapper la balle avec sa batte. 

## Objectifs
Il y a plusieurs objectifs pour un frappeur, le plus courant étant d'atteindre les buts avec un coup sûr mais aussi d'atteindre les buts avec un but-sur-balles ou en étant touché par la balle. 
Le pourcentage de coups sûrs réussi est déterminé par la moyenne au bâton et le pourcentage de succès dans la tentative d'atteindre les buts est déterminé par la moyenne de présence sur les buts.

### Sacrifices
Parfois il est préférable d'être retiré et ne pas atteindre les buts, par exemple en déposant un amorti-sacrifice qui permet à un ou plusieurs coureurs d'avancer au prochain but, ou un ballon-sacrifice faisant compter un point malgré un retrait.

## Types de frappeurs

### Droitiers, gauchers et ambidextres

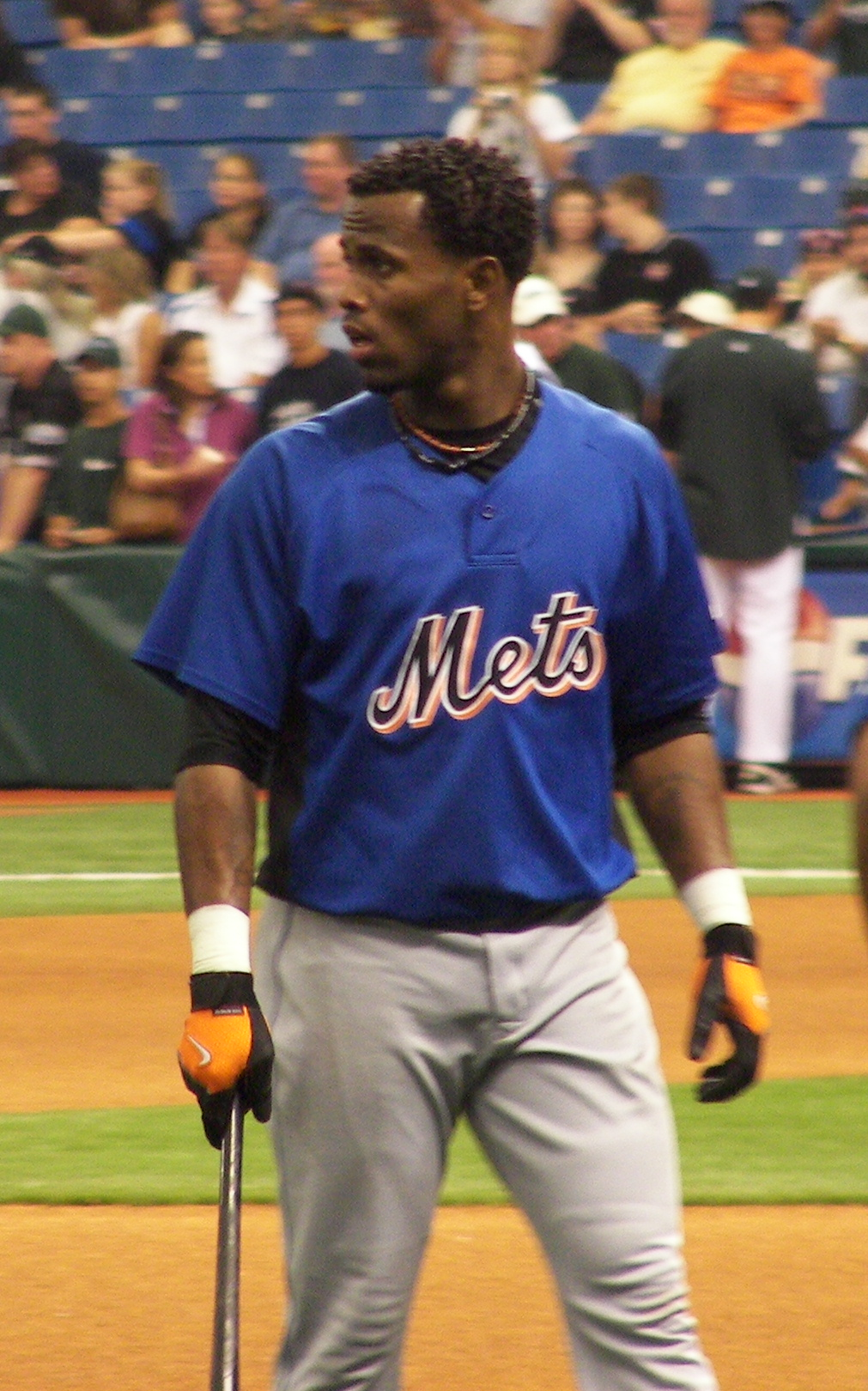
José Reyes est un frappeur ambidextre

La plupart des lanceurs sont des droitiers et statistiquement les frappeurs gauchers ont une meilleure moyenne de bâton contre les droitiers. Il s'agit de l'angle d'entrée de la balle face à un lanceur,,. Un pourcentage élevé des frappeurs sont des gauchers, même s'ils lancent avec la main droite. Il y a aussi beaucoup de frappeurs droitiers parce que la plupart des frappeurs sont naturellement droitiers. Il y a même les frappeurs ambidextres. Parce que le frappeur droitier a plus de chance contre un gaucher, et le frappeur gaucher a plus de chance contre les droitiers, les joueurs qui y arrivent frappent des deux côtés selon le lanceur. Il faut être relativement habile des deux côtés, sinon le joueur aurait plus de succès un frappant d'un seul côté. Lorsqu'un frappeur ambidextre amorce une présence au bâton d'un côté précis du marbre (comme frappeur droitier ou gaucher) il ne peut changer de côté durant cette présence au bâton, même si l'équipe adverse décide de changer de lanceur en cours de route.

### L'ordre des frappeurs
Chaque équipe doit obligatoirement présenter une liste de ses 9 frappeurs avant le début du match. Chaque joueur joue une position: receveur, premier but, deuxième but, troisième but, arrêt-court et les voltigeurs de gauche, centre et droite. La neuvième position peut être le lanceur ou le frappeur désigné, selon le règlement de la ligue. Les premiers frappeurs (positions #1 et #2) sont souvent les coureurs les plus rapides, avec un nombre élevé de buts volés. Les prochains frappeurs sont les plus puissants, qui frappent avec une bonne moyenne au bâton tout en frappant un nombre élevé de doubles et coups de circuit. Les derniers frappeurs sont les frappeurs les plus faibles et sont plutôt sélectionnés pour leur qualité défensive. Dans la Ligue nationale de la Ligue majeure de baseball, le neuvième frappeur est souvent le lanceur qui a souvent une moyenne très faible, inférieure à 0,200. Sandy Koufax qui a joué toute sa carrière avec les Dodgers de Los Angeles et a été élu au temple de la renommée du baseball avait une moyenne en carrière de 0,097 (75 coups sûrs en 776 apparitions au bâton).

## Boîte du frappeur

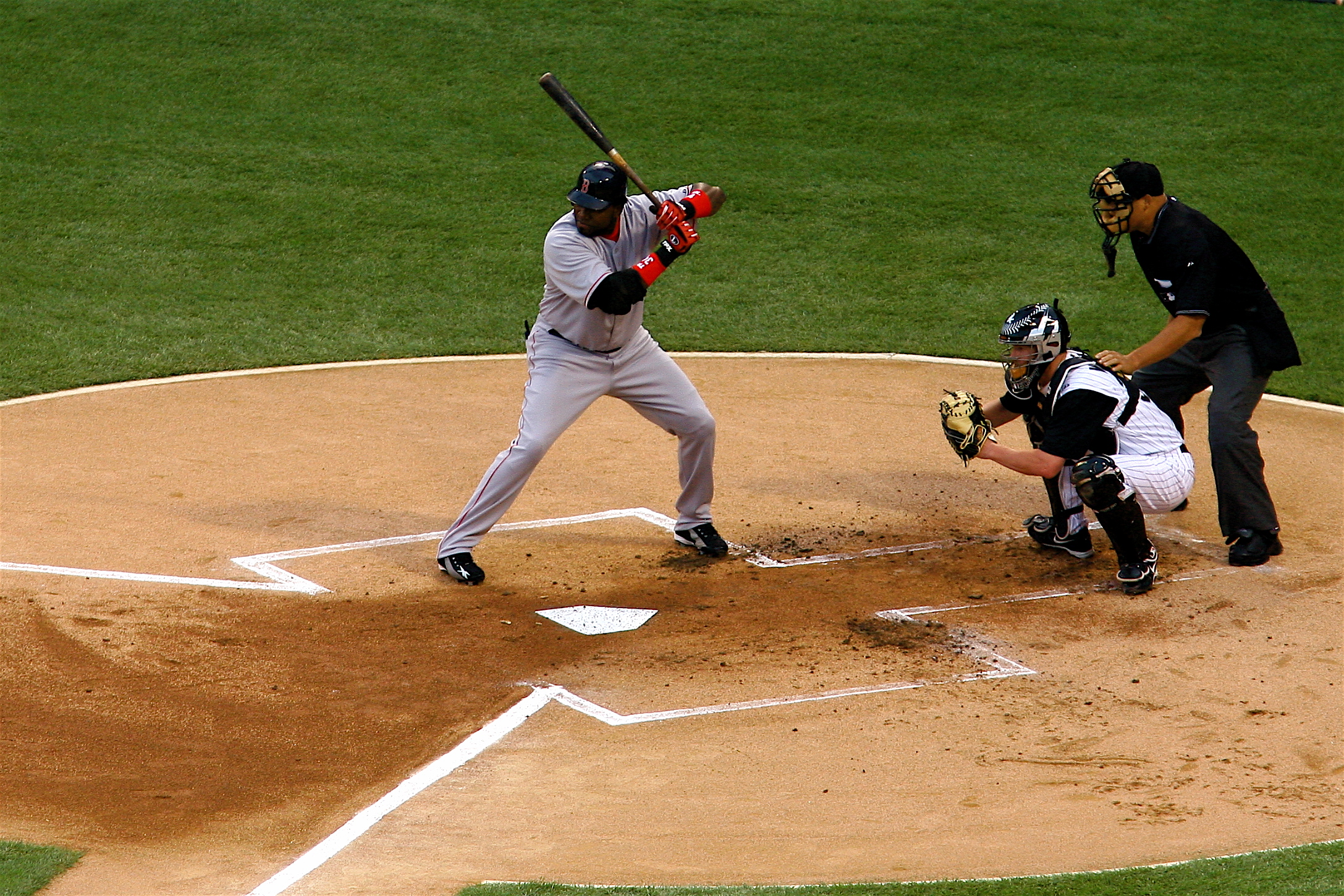
David Ortiz dans la boîte du frappeur.

Le frappeur prend place dans la boîte du frappeur, délimitée par des lignes sur le terrain encadrant le marbre des deux côtés. Un frappeur gaucher se positionne à la droite du marbre, et un frappeur droitier à la gauche de celui-ci, et fait face au monticule du lanceur. À l'intérieur de cette boîte, le frappeur peut se placer rapproché ou éloigné du marbre. Il est aussi libre de s'incliner ou non au-dessus de celui-ci, selon la position qu'il préfère adopter à la batte. Trop se rapprocher, ou trop se pencher au-dessus du marbre expose cependant le joueur à être « repoussé » par un tir du lanceur, qui peut expressément diriger des lancers près de lui pour le forcer à adopter une position plus en retrait. Si le joueur au bâton est touché par un lancer n'ayant pas touché le sol au préalable, on parle alors de frappeur atteint et il se voit accorder le premier but.
De chaque côté du terrain, dans les zones de hors-jeu et généralement près des abris des joueurs des deux équipes, se trouvent les cercles d'attente. Il s'agit de l'endroit où se tient le frappeur qui suivra celui qui effectue sa présence au bâton. Il y prend des élans de pratique mais n'intervient pas dans le jeu et, si la balle est frappée en sa direction, il ne peut interférer avec la partie.